# الیزابت میچل
الیزابت میچل (به انگلیسی: Elizabeth Mitchell) (زادهٔ ۲۷ مارس ۱۹۷۰ در لس‌آنجلس، کالیفرنیا) بازیگر آمریکایی است. وی در مجموعهٔ تلویزیونی لاست، در نقش ژولیت برک، در فیلم جیا، مجموعهٔ تلویزیونی انقلاب، دویدن از ترس، پاکسازی: سال انتخابات ،پرستار بتی، مولی، امواج ۲۰۰۰، بابا نوئل ۲، بابا نوئل ۳ و روزی روزگاری نقش‌آفرینی کرده‌است.